# Richard Rich (réalisateur)
Pour les articles homonymes, voir Richard Rich et Rich.
Richard Rich est un réalisateur, producteur, scénariste et compositeur américain.
Il a notamment travaillé pour les studios Disney.

## Biographie
Richard Rich a commencé sa carrière chez Disney en travaillant au service du courrier. Il est monté de grade pour devenir premier assistant réalisateur en 1972. Dès lors, il assiste les réalisateurs sur des classiques comme Robin des Bois en 1973 puis Les Aventures de Bernard et Bianca et Peter et Elliott le dragon en 1977. Il co-réalise son premier métrage animé pour la firme en 1978 Le Petit Âne de Bethléem (The Small One) avec Don Bluth. Après ce premier succès remarqué, la compagnie lui offre de réaliser par la suite Rox et Rouky sorti en 1981 et enfin Taram et le Chaudron magique qui sortira en 1985. L'échec personnel de ce dernier dont il n'était pas seulement réalisateur mais aussi scénariste l'amènera à quitter le studio après plus d'une décennie pour fonder sa propre compagnie en 1986, Rich Entertainment.

La compagnie va mettre en production en direction de la vidéo qui est en plein essor une série animée intitulée La Bible : Le Nouveau Testament (Animated Stories from the New Testament) qui deviendra un gros succès à la fois public mais aussi critique de 1987 à 2005. Elle sera suivie de La Bible : L'Ancien testament (Animated Stories from the Bible) en 1992.

Suivront deux séries inédites en Europe, respectivement en 1987 et 1991 : The Animated Book of Mormons basé sur les écritures du Livre de Mormon et Animated Hero Classics sur des personnes ayant changer le cours de l'histoire comme Leonard de Vinci, Louis Pasteur ou Beethoven avec toutefois une préférence pour des personnages historiques américains comme Lincoln ou George Washington. Ces vidéos sont disponibles dans les écoles et les collèges à des fins purement éducatives. Par la suite, elles sont sorties en DVD dans le commerce.
En 1994, sa compagnie change de nom et devient Rich Animation Studios. C'est une année charnière pour le réalisateur qui revient à ses premiers amours, à savoir le cinéma avec le film Le Cygne et la Princesse distribuée par New Line. S'il n'est pas un succès financier sur le territoire américain, le film connaît un gros succès à l'étranger surtout en vidéo. En 1997 et 1998, il supervisera les deux suites destinées à la vidéo. En 1999, il retente à nouveau sa chance avec Le Roi et moi. Le film pourtant doté d'un budget confortable de 25 millions de dollars ne réussit pas à convaincre le public et déçoit à nouveau. En 2000, son studio devient RichCrest Animation Studios pour enfin devenir en 2004 Crest Animation Studios.

De 2000 à 2004, il réalise trois longs métrages à destination des salles obscures qui n'auront pas plus de succès : Polly et l’Épouvantail, La Trompette magique et Muhammad: Le Dernier Prophète. Pour ce dernier, une sortie limitée en salles en Europe alors que les deux autres sont très vite destinés au marché de la vidéo après une courte diffusion au cinéma. En 2010, il connaît enfin le succès international en tant que producteur avec la série des Alpha et Oméga.
Depuis cette année, sa compagnie ne produit plus que des suites destinées au marché de la vidéo ou de la VOD avec l'abandon de l'animation traditionnelle en 2D pour une animation en 3D avec des images de synthèse.

## Filmographie

### Comme réalisateur

#### Longs-métrages d'animation
- 1981 : Rox et Rouky (The Fox and the Hound)
- 1985 : Taram et le Chaudron magique (The Black Cauldron)
- 1994 : Le Cygne et la Princesse (The Swan Princess)
- 1997 : Le Cygne et la Princesse 2 (The Swan Princess II: Escape from Castle Mountain)
- 1998 : Le Cygne et la Princesse 3 (The Swan Princess III: The Mystery of the Enchanted Kingdom)
- 1999 : Le Roi et moi (The King and I)
- 2000 : Polly et l’Épouvantail (The Scarecrow)
- 2001 : La Trompette magique (The Trumpet of the Swan)
- 2004 : Muhammad: Le Dernier Prophète (Muhammad: The Last Prophet)
- 2012 : Le Cygne et la Princesse : Un Noël enchanté (The Swan Princess Christmas)
- 2013 : Alpha et Oméga 2 : une nouvelle aventure (Alpha and Omage 2 : A Howl-iday Adventure
- 2014 : Le Cygne et la Princesse : Une Famille Royale (The Swan Princess: A Royal Family Tale)
- 2014 : Alpha et Oméga 3 : les grands jeux des loups (Alpha and Omega 3: The Great Wolf Games)
- 2014 : Alpha et Oméga 4 : la légende de la grotte aux dents de loup (Alpha and Omega 4: The Legend of the Saw Toothed Cave)
- 2015 : Alpha et Oméga 5 : vacances en famille (Alpha and Omega: Family Vacation)
- 2016 : Le Cygne et la Princesse : Aventures chez les pirates ! (The Swann Princess: Princess Tomorrow, Pirate Today!)
- 2017 : Le Cygne et la Princesse : En mission secrète (The Swann Princess: Royally Undercover)
- 2019 : La princesse des cygnes : le royaume de la musique(The Swann Princess: Kingdom of Music)

#### Séries animées
- 1987-2005 : La Bible : Le Nouveau testament (Animated Stories from the New Testament)
- 1987-1992 : The Animated Book of Mormons
- 1991-2005 : Animated Hero Classics
- 1992-1995 : La Bible : L'Ancien testament (Animated Stories from the Bible)

### Comme producteur
- 1992-1995 : La Bible : L'Ancien testament
- 1994 : Le Cygne et la Princesse
- 1997 : Le Cygne et la Princesse 2
- 1998 : Le Cygne et la Princesse 3
- 2000 : Polly et l’Épouvantail
- 2001 : La Trompette magique
- 2010 : Alpha et Oméga

### Comme scénariste
- 1998 : Le Cygne et la Princesse 3